# لورانس غريس
لورانس غريس (بالإنجليزية: Lawrence Grace)‏ هو سياسي نيوزلندي، ولد في 16 أبريل 1854، وتوفي في 10 يناير 1934. انتخب عضو مجلس النواب نيوزيلندا.